# Tomás Pereira
Tomás Pereira (São Martinho do Vale, Famalicão, 1 de Novembro de 1645 – 1708 (63 anos)) foi um jesuíta, matemático e cientista português que viveu a maior parte da vida na China.
Em 25 de Setembro de 1663 entrou para a Companhia de Jesus. Em 15 de Abril de 1666 embarcou para a Índia, continuando os seus estudos em Goa, chegando a Macau em 1672.
Tomás Pereira viveu na China até à sua morte em 1708. Foi apresentado ao imperador Kangxi pelo colega jesuíta Ferdinand Verbiest. Foi astrónomo, geógrafo e principalmente músico, sendo autor de um tratado sobre a música europeia que foi traduzido para Chinês, e também construtor de um órgão e de um carrilhão que foram instalados numa igreja de Pequim. É considerado o introdutor da música europeia na China. Foi responsável pela criação dos nomes chineses para os termos técnicos musicais do Ocidente, muitos dos quais usados ainda hoje. 
Além da música, o padre Tomás Pereira participou também nas negociações do Tratado de Nerchinsk (1689), que é considerado o primeiro tratado subscrito pela China com uma potência da Europa, neste caso o Grão-Principado de Moscou.